# Демографија Совјетског Савеза
Према подацима из совјетског пописа из 1989. године, становништво СССР-а чинило је 70% источних Словена, 17% туркијски народи, при чему ниједна друга етничка група није чинила више од 2%. Поред атеистичке већине од 60%, било је значајних мањина руских православних хришћана (отприлике 20%) и муслимана (отприлике 15%).

## Историја

### Револуција и грађански рат, 1917–1923
Током периода руске револуције и грађанског рата, Русија је изгубила територије бивше Руске империје, на којима је живело око 30 милиона људи (Пољска : 18 милиона; Финска : 3 милиона; Румунија : 3 милиона; Балтичке државе : 5 милиона, Карс : 400 хиљада). Најмање 2 милиона грађана бивше Руске империје погинуло је током Руског грађанског рата 1917–1923, а још 1 до 2 милиона је емигрирало.

### Велики отаџбински рат, 1941–1945
Током Другог светског рата на Источном фронту, Совјетски Савез је изгубио приближно 26,6 милиона људи.

### Подмлађивање становништва, 1946–1960-их
Након Другог светског рата, становништво Совјетског Савеза почело је постепено да се опоравља на предратни ниво. До 1959. било је регистровано 209.035.000 људи, у односу на број становника из 1941. од 196.716.000. У периоду 1958–59, совјетска плодност је била око 2,8 деце по жени.

### Динамика становништва 1970–1980-их
Груба стопа наталитета у Совјетском Савезу током његове историје опадала је – са 44,0 промила у 1926. на 18,0 у 1974, углавном због урбанизације и повећања просечне старости брака. Укупна стопа фертилитета пала је са 2,4 у 1969–70. на 2,3 у 1978–79. Груба стопа смртности такође је постепено опадала – са 23,7 промила у 1926. на 8,7 у 1974. Док се стопе смртности нису много разликовале у регионима Совјетског Савеза током већег дела совјетске историје, стопа наталитета у јужним републикама Закавказја и Централне Азије била је много већа од оних у северним деловима Совјетског Савеза, ау неким случајевима чак и порасла у периоду после Другог светског рата. Ово је делимично било због спорије стопе урбанизације и традиционално раних бракова у јужним републикама.
Углавном као резултат диференцијалне стопе наталитета, при чему се већина европских националности кретала према фертилитету испод замене, а централноазијске и друге националности јужних република имају знатно изнад нивоа замене, проценат становништва који су били етнички Руси постепено је растао бива смањена. Према неким западним предвиђањима из 1990-их, да је Совјетски Савез остао заједно, вероватно би етнички Руси изгубили свој већински статус у 2000-им (деценијама). Ова разлика није могла бити надокнађена асимилацијом не-Руса од стране Руса, делом зато што су националности јужних република одржавале различиту етничку свест и нису биле лако асимилиране.

Касне 1960-их и 1970-те биле су сведоци драматичног преокрета на путу опадања морталитета у Совјетском Савезу, што је посебно било приметно међу мушкарцима у радном добу, а такође посебно у Русији и другим претежно словенским деловима земље.  Иако није јединствено за Совјетски Савез (нарочито Мађарска је показала образац сличан Русији), ово повећање морталитета мушкараца, праћено приметним повећањем стопе смртности новорођенчади почетком 1970-их, привукло је пажњу западних демографа и совјетолога на време.
Анализа званичних података из касних 1980-их показала је да је након погоршања у касним 1970-им и почетком 1980-их, ситуација са смртношћу одраслих поново почела да се побољшава.  Позивајући се на податке за две деценије закључно са 1989–1990, док су приметили извесно смањење стопе смртности одраслих у совјетским републикама 1980-их, Ворд Кингкаде и Едуардо Аријага окарактерисали су ову ситуацију на следећи начин: „Све бивше совјетске земље су следиле универзалне Тенденција опадања морталитета како се заразне болести стављају под контролу, док стопа смртности од дегенеративних болести расте Оно што је изузетно у земљама бившег Совјетског Савеза и неким од њихових источноевропских суседа је да је накнадни пораст смртности од других узрока довео до заразних болести. о укупном порасту смртности од свих узрока заједно Још једна карактеристична карактеристика бившег совјетског случаја је присуство неуобичајено високог нивоа смртности од несрећа и других спољашњих узрока, који су типично повезани са алкохолизмом.

Растућа стопа смртности новорођенчади у Совјетском Савезу 1970-их постала је предмет многих дискусија и дебата међу западним демографима. Стопа смртности новорођенчади (ИМР) порасла је са 24,7 у 1970. на 27,9 у 1974. години. Неки истраживачи су сматрали да је пораст смртности новорођенчади углавном реалан, последица погоршања здравствених услова и услуга.  Други су то сматрали у великој мери артефактом побољшаног извештавања о смрти новорођенчади и открили су да је повећање концентрисано у централноазијским републикама где би побољшање обухвата и извештавања о рођењу и смрти могло имати највећи ефекат на повећање објављених стопа. 
Совјетски званичници у то време нису објаснили нити бранили пораст пријављене смртности одраслих и новорођенчади. Уместо тога, једноставно су престали да објављују све статистике смртности десет година. Совјетски демографи и здравствени специјалисти су ћутали о порасту морталитета све до касних 1980-их, када је настављено објављивање података о морталитету и када су истраживачи могли да уђу у стварне и вештачке аспекте пријављеног повећања морталитета. Када су ови истраживачи почели да извештавају о својим налазима, прихватили су повећање морталитета одраслих мушкараца као стварно и фокусирали су своје истраживање на објашњење његових узрока и проналажење решења.  Насупрот томе, истраживања о порасту пријављене смртности новорођенчади су закључила да, иако је пријављено повећање ИМР-а у великој мери артефакт побољшаног извештавања о смрти новорођенчади у централноазијским републикама, стварни нивои у овом региону били су много већи него што је до сада било пријављено. званично.  У том смислу, пријављени пораст смртности новорођенчади у Совјетском Савезу у целини био је артефакт побољшаног статистичког извештавања, али је одражавао реалност много вишег стварног нивоа смртности новорођенчади него што је то раније било признато у званичној статистици.

Као што је показала серија детаљних података која је коначно објављена касних 1980-их, пријављени ИМР за Совјетски Савез у целини порастао је са 24,7 у 1970. на максимум од 31,4 у 1976. години. Након тога, ИМР се постепено смањивао и до 1989. године пао је на 22,7, што је било ниже него што је пријављено у било којој претходној години (иако близу цифре од 22,9 у 1971.).  Године 1989. ИМР се кретао од ниских 11,1 у Летонској ССР до високих 54,7 у Туркменској ССР. 
Истраживања спроведена након распада Совјетског Савеза открила су да првобитно пријављене стопе морталитета варирају значајно потцењивале стварне стопе, посебно за смртност новорођенчади. То се показало за закавкаске и централноазијске републике.  

После две деценије пада и стагнирања стопа фертилитета, совјетски ТФР је порастао са 2,27 у периоду 1978–79. на 2,51 у 1986–87. Већина муслиманских области СССР-а наставила је да пада, док су немуслимански региони благо порасли.

## Популација
Русија је изгубила бивше територије Руске империје са око 30 милиона становника након Руске револуције 1917 ( Пољска : 18 милиона; Финска : 3 милиона; Румунија : 3 милиона; Балтичке државе : 5 милиона, Карс : 400 хиљада). Најмање 2 милиона грађана бивше Руске империје погинуло је током Руског грађанског рата 1917–1923, а још 1 до 2 милиона је емигрирало. Процењује се да је 800.000 до 1.200.000 људи умрло током чистки 1930-их.
Према Руској академији наука, Совјетски Савез је претрпео 26,6 милиона смрти (1941–1945) током Другог светског рата, укључујући повећање смртности новорођенчади за 1,3 милиона. Укупни подаци о ратним губицима укључују територије које је Совјетски Савез припојио 1939–1945.

Иако је стопа раста становништва опадала током времена, остала је позитивна током историје Совјетског Савеза у свим републикама, а становништво је расло сваке године за више од 2 милиона осим током периода рата и глади.
| Датум                  | Популација |
| ---------------------- | --- |
| 1897 ( Руско царство): | 125.640.000 |
| 1911 ( Руско царство): | 167.003.000 |
| 1920 ( Руска СФСР):    | 137.727.000* |
| 1926. године           | 148,656,000 |
| 1937. године           | 162.500.000 Измерена количина није исте врсте као претходна, јединице су различите или би барем биле другачије у време пре завршетка пројекта 'нови совјетски човек' |
| 1939. године           | 168.524.000 |
| 1941. године           | 196.716.000 |
| 1946. године           | 170.548.000 |
| 1951. године           | 182.321.000 |
| 1959. године           | 209.035.000 |
| 1970                   | 241.720.000 |
| 1977                   | 257.800.000 |
| 1982                   | 270.000.000 |
| 1985                   | 277.800.000 |
| 1990                   | 290.938.469 |
| 1991                   | 293.047.571 |

### Очекивано трајање живота и смртност новорођенчади
Новорођено совјетско дете 1926–27. имало је очекивани животни век од 44,4 године, у односу на 32,3 године у Руској империји тридесет година раније. До 1958–59, очекивани животни век новорођенчади достигао је 68,6 година.  Очекивани животни век у Совјетском Савезу остао је прилично стабилан током већине година, иако се 1970-их незнатно смањио.

## Демографска статистика
Следећи демографски статистички подаци су из ЦИА Ворлд Фацтбоок издања из 1990. осим ако није другачије назначено.

### Популација
- Становништво: 290.644.720 (јул 1992.)

### Стопа раста становништва
- 0,4% (1992)

### Груба стопа наталитета
- 18 рођених/1000 становника (1990)

### Груба стопа смртности
- 10 умрлих/1.000 становника (1990.)

### Нето стопа миграције
- 1 мигрант/1.000 становника (1990)

### Стопа смртности новорођенчади
- 24 умрлих/1.000 живорођених (1990.)

### Очекивано трајање живота на рођењу
- 65 година мушкарац, 74 године жена (1990.)

### Стопа укупног фертилитета
- 2,4 рођене деце/жена (1985)
- 2.528 рођене деце/жена (1987.)
- 2,26 рођене деце/жена (1990)

### Писменост
- 99,8% (1980.)[19]

### Радна снага
Радна снага: 152.300.000 цивила; 80% индустрија и друге непољопривредне области, 20% пољопривреда; недостатак квалификоване радне снаге (1989).
Организовани рад: 98% радника били су чланови синдиката; сви синдикати су били организовани у оквиру Свесавезног централног савета синдиката (АУЦЦТУ) и радили су под руководством Комунистичке партије . Постојао је тржишни однос између народа и државе као послодавца; људи су били слободни да бирају посао и да оду ако желе, иако је члановима Комунистичке партије Совјетског Савеза могло бити наређено да раде на одређеним местима, али су то ретко били.
- Карта густине урбаног и руралног становништва Совјетског Савеза 1982.

### Абортус
| Година           | Абортуси у Совјетском Савезу | Абортуси у Совјетском Савезу | Абортуси у Совјетском Савезу | Абортуси у Совјетском Савезу | Абортуси у Совјетском Савезу | Абортуси у Совјетском Савезу | Абортуси у Совјетском Савезу | Абортуси у Совјетском Савезу | Абортуси у Совјетском Савезу  |  |  |  |  |  |  |  |  |  |  |
| Година           | Сви абортуси                 | Сви абортуси                 | Сви абортуси                 | Легалнно извршени            | Легалнно извршени            | Легалнно извршени            | Спонтани или илегални        | Стопа легалних               | Стопа легалних                |  |  |  |  |  |  |  |  |  |  |
| Година           | Укупно                       | Министарство здравља         | Министарство саобраћаја      | Укупно легално               | Киретража                    | Аспирација ('mini')          | Спонтани или илегални        | на 100 живорођених           | на 1.000 жена узраста 15 – 49 |  |  |  |  |  |  |  |  |  |  |
| ---------------- | ---------------------------- | ---------------------------- | ---------------------------- | ---------------------------- | ---------------------------- | ---------------------------- | ---------------------------- | ---------------------------- | ----------------------------- |  |  |  |  |  |  |  |  |  |  |
| Година           | Укупно                       | Министарство здравља         | Министарство саобраћаја      | Укупно легално               | Киретража                    | Аспирација ('mini')          | Спонтани или илегални        | на 100 живорођених           | на 1.000 жена узраста 15 – 49 |  |  |  |  |  |  |  |  |  |  |
| 1954             | 1.985.302                    | 1,895,964                    | 89,339                       | 399.046                      | 399,046                      | –                            | 1.586.257                    | 7.84                         | 6.84                          |  |  |  |  |  |  |  |  |  |  |
| 1955             | 2.598.761                    | 2,481,816                    | 116,944                      | 600.314                      | 600,314                      | –                            | 1.998.447                    | 11.92                        | 10.15                         |  |  |  |  |  |  |  |  |  |  |
| 1956             | 4.724.547                    | 4,511,942                    | 212,605                      | 3.316.632                    | 3,316,632                    | –                            | 1.407.915                    | 65.10                        | 55.40                         |  |  |  |  |  |  |  |  |  |  |
| 1957             | 5.338.738                    | 5,108,970                    | 229,768                      | 3.996.159                    | 3,996,159                    | –                            | 1.342.579                    | 76.81                        | 66.26                         |  |  |  |  |  |  |  |  |  |  |
| 1958             | 6.128.871                    | 5,892,260                    | 236,611                      | 4.844.567                    | 4,844,567                    | –                            | 1.284.304                    | 92.24                        | 80.62                         |  |  |  |  |  |  |  |  |  |  |
| 1959             | 6.398.541                    | 6,211,160                    | 187,381                      | 5.102.306                    | 5,102,306                    | –                            | 1.296.235                    | 96.21                        | 85.79                         |  |  |  |  |  |  |  |  |  |  |
| 1960             | 7.038.395                    | 6,504,677                    | 533,718                      | 5.642.210                    | 5,642,210                    | –                            | 1.396.185                    | 107.17                       | 96.06                         |  |  |  |  |  |  |  |  |  |  |
| 1961             | 7.425.507                    | 7,073,785                    | 351,722                      | 6.006.038                    | 6,006,038                    | –                            | 1.419.469                    | 118.39                       | 103.57                        |  |  |  |  |  |  |  |  |  |  |
| 1962             | 7.774.506                    | 7,344,506                    | 430,000                      | 6.414.217                    | 6,414,217                    | –                            | 1.360.289                    | 132.08                       | 110.19                        |  |  |  |  |  |  |  |  |  |  |
| 1963             | 8.023.290                    | 7,662,242                    | 361,048                      | 6.667.354                    | 6,667,354                    | –                            | 1.355.936                    | 144.82                       | 114.64                        |  |  |  |  |  |  |  |  |  |  |
| 1964             | 8.408.408                    | 8,030,030                    | 378,378                      | 7.021.021                    | 7,021,021                    | –                            | 1.387.387                    | 161.30                       | 120.23                        |  |  |  |  |  |  |  |  |  |  |
| 1965             | 8.551.351                    | 8,166,540                    | 384,811                      | 7.191.686                    | 7,191,686                    | –                            | 1.359.665                    | 169.33                       | 122.46                        |  |  |  |  |  |  |  |  |  |  |
| 1966             | 8.337.567                    | 7,962,377                    | 375,191                      | 7.020.232                    | 7,020,232                    | –                            | 1.317.336                    | 168.52                       | 118.15                        |  |  |  |  |  |  |  |  |  |  |
| 1967             | 7.846.354                    | 7,493,268                    | 353,086                      | 6.624.990                    | 6,624,990                    | –                            | 1.222.364                    | 161.94                       | 109.72                        |  |  |  |  |  |  |  |  |  |  |
| 1968             | 7.654.441                    | 7,301,396                    | 344,045                      | 6.471.055                    | 6,471,055                    | –                            | 1.174.386                    | 158.32                       | 105.25                        |  |  |  |  |  |  |  |  |  |  |
| 1969             | 7.460.316                    | 7,124,602                    | 335,714                      | 6.330.413                    | 6,330,413                    | –                            | 1.129.903                    | 152.26                       | 101.84                        |  |  |  |  |  |  |  |  |  |  |
| 1970             | 7.531.270                    | 7,192,363                    | 338,907                      | 6.406.594                    | 6,406,594                    | –                            | 1.124.676                    | 148.99                       | 101.44                        |  |  |  |  |  |  |  |  |  |  |
| 1971             | 7.610.001                    | 7,267,551                    | 342,450                      | 6.489.481                    | 6,489,481                    | –                            | 1.120.520                    | 147.89                       | 101.07                        |  |  |  |  |  |  |  |  |  |  |
| 1972             | 7.497.264                    | 7,159,887                    | 337,377                      | 6.408.802                    | 6,408,802                    | –                            | 1.088.462                    | 144.45                       | 98.27                         |  |  |  |  |  |  |  |  |  |  |
| 1973             | 7.514.765                    | 7,176,601                    | 338,164                      | 6.439.040                    | 6,439,040                    | –                            | 1.075.725                    | 145.48                       | 97.50                         |  |  |  |  |  |  |  |  |  |  |
| 1974             | 7.449.129                    | 7,113,918                    | 335,211                      | 6.397.731                    | 6,397,731                    | –                            | 1.051.398                    | 139.71                       | 95.89                         |  |  |  |  |  |  |  |  |  |  |
| 1975             | 7.471.572                    | 7,135,351                    | 336,221                      | 6.431.773                    | 6,431,773                    | –                            | 1.039.798                    | 137.65                       | 95.68                         |  |  |  |  |  |  |  |  |  |  |
| 1976             | 7.636.191                    | 7,292,562                    | 343,629                      | 6.588.364                    | 6,588,364                    | –                            | 1.047.827                    | 140.09                       | 97.22                         |  |  |  |  |  |  |  |  |  |  |
| 1977             | 7.579.105                    | 7,238,045                    | 341,060                      | 6.553.674                    | 6,553,674                    | –                            | 1.025.430                    | 138.70                       | 96.22                         |  |  |  |  |  |  |  |  |  |  |
| 1978             | 7.497.397                    | 7,160,014                    | 337,383                      | 6.497.226                    | 6,497,226                    | –                            | 1.000.171                    | 136.12                       | 94.98                         |  |  |  |  |  |  |  |  |  |  |
| 1979             | 7.339.566                    | 7,009,286                    | 330,380                      | 6.374.161                    | 6,374,161                    | –                            | 965.406                      | 131.63                       | 93.21                         |  |  |  |  |  |  |  |  |  |  |
| 1980             | 7.333.073                    | 7,003,085                    | 329,988                      | 6.382.028                    | 6,382,028                    | –                            | 951.045                      | 130.49                       | 93.18                         |  |  |  |  |  |  |  |  |  |  |
| 1981             | 7.155.594                    | 6,833,592                    | 322,002                      | 6.240.562                    | 6,240,562                    | –                            | 915.032                      | 124.57                       | 91.17                         |  |  |  |  |  |  |  |  |  |  |
| 1982             | 7.250.355                    | 6,924,089                    | 326,266                      | 6.336.188                    | 6,336,188                    | –                            | 914.167                      | 120.29                       | 92.13                         |  |  |  |  |  |  |  |  |  |  |
| 1983             | 7.085.370                    | 6,766,528                    | 318,842                      | 6.204.515                    | 6,204,515                    | –                            | 880.855                      | 115.07                       | 90.05                         |  |  |  |  |  |  |  |  |  |  |
| 1984             | 7.115.825                    | 6,795,613                    | 320,212                      | 6.243.572                    | 6,243,572                    | –                            | 872.253                      | 115.70                       | 89.98                         |  |  |  |  |  |  |  |  |  |  |
| 1985             | 7.365.852                    | 7,034,389                    | 331,463                      | 6.475.595                    | 6,475,595                    | –                            | 890.258                      | 118.64                       | 92.77                         |  |  |  |  |  |  |  |  |  |  |
| 1986             | 7.116.000                    | 6,790,141                    | 325,859                      | 6.267.984                    | 6,267,984                    | –                            | 848.016                      | 110.62                       | 89.47                         |  |  |  |  |  |  |  |  |  |  |
| 1987             | 6.818.000                    | 6,496,499                    | 321,501                      | 6.009.655                    | 6,009,655                    | –                            | 808.345                      | 109.33                       | 85.71                         |  |  |  |  |  |  |  |  |  |  |
| 1988             | 7.229.000                    | 6,965,221                    | 263,779                      | 6.469.096                    | 5,271,096                    | 1,198,000                    | 759.904                      | 124.16                       | 92.42                         |  |  |  |  |  |  |  |  |  |  |
| 1989             | 6.974.431                    | 6,672,041                    | 302,390                      | 6.286.035                    | 4,828,267                    | 1,457,768                    | 688.396                      | 126.89                       | 90.03                         |  |  |  |  |  |  |  |  |  |  |
| 1990             | 6.459.000                    | 6,226,821                    | 232,179                      | 5.836.823                    | 4,150,448                    | 1,686,375                    | 622.177                      | 123.57                       | 84.77                         |  |  |  |  |  |  |  |  |  |  |
| 1991             | –                            | 6,014,000                    | –                            | –                            | –                            | –                            | –                            | –                            | –                             |  |  |  |  |  |  |  |  |  |  |
| 1992             | –                            | 5,442,900                    | –                            | –                            | –                            | –                            | –                            | –                            | –                             |  |  |  |  |  |  |  |  |  |  |
|                  |                              |                              |                              |                              |                              |                              |                              |                              |                               |  |  |  |  |  |  |  |  |  |  |
| Укупно у периоду | 258.723.655(1954–1990)       | 258,476,032 (1954–92)        | 11,695,624 (1954–90)         | 216.987.139(1954–90)         | 212,644,996 (1954–1990)      | 4,342,143 (1988–90)          | 41.728.518 (1954–90)         | –                            | –                             |  |  |  |  |  |  |  |  |  |  |

## Етничке групе
Совјетски Савез је био једна од етнички најразноврснијих земаља на свету, са више од 100 различитих националних етничких група које живе унутар његових граница.

### Етничке групе (1926–1989)
| Етничка припадност | Година      | Година | Година      | Година | Година      | Година | Година      | Година | Година      | Година | Година      | Година |
| Етничка припадност | 1926        | 1926   | 1939        | 1939   | 1959        | 1959   | 1970        | 1970   | 1979        | 1979   | 1989        | 1989   |
| Етничка припадност | Број        | %      | Број        | %      | Број        | %      | Број        | %      | Број        | %      | Број        | %      |
| ------------------ | ----------- | ------ | ----------- | ------ | ----------- | ------ | ----------- | ------ | ----------- | ------ | ----------- | ------ |
|                    |             |        |             |        |             |        |             |        |             |        |             |        |
| Источни Словени    | 113,725,023 | 77.3%  | 132,977,920 | 78%    | 159,279,997 | 76.2%  | 178,820,141 | 74%    | 189,207,191 | 72.2%  | 199,377,746 | 69.8%  |
| Руси               | 77,791,124  | 52.9%  | 99,591,520  | 58.4%  | 114,113,579 | 54.6%  | 129,015,140 | 53.4%  | 137,397,089 | 52.4%  | 145,155,489 | 50.8%  |
| Украјинци          | 31,194,976  | 21.2%  | 28,111,007  | 16.5%  | 37,252,930  | 17.8%  | 40,753,246  | 16.9%  | 42,347,387  | 16.2%  | 44,186,006  | 15.5%  |
| Белоруси           | 4,738,923   | 3.2%   | 5,275,393   | 3.1%   | 7,913,488   | 3.8%   | 9,051,755   | 3.7%   | 9,462,715   | 3.6%   | 10,036,251  | 3.5%   |
| Балтик             | 337,832     | 0.2%   | 290,689     | 0.2%   | 4,714,249   | 2.3%   | 5,102,144   | 2.1%   | 5,309,793   | 2%     | 5,553,025   | 2%     |
| Литванци           | 41,463      | –      | 32,624      | –      | 2,326,094   | 1.1%   | 2,664,944   | 1.1%   | 2,850,905   | 1.1%   | 3,067,390   | 1.1%   |
| Летонци            | 141,703     | 0.1%   | 114,476     | 0.1%   | 1,399,539   | 0.7%   | 1,429,844   | 0.6%   | 1,439,037   | 0.5%   | 1,458,986   | 0.5%   |
| Естонци            | 154,666     | 0.1%   | 143,589     | 0.1%   | 988,616     | 0.5%   | 1,007,356   | 0.4%   | 1,019,851   | 0.4%   | 1,026,649   | 0.4%   |
| Central Asia       | 10,378,267  | 7.1%   | 10,872,278  | 6.3%   | 13,004,209  | 6.3%   | 19,607,300  | 8.1%   | 25,844,301  | 9.9%   | 34,306,926  | 12%    |
| Узбеци             | 3,904,622   | 2.7%   | 4,845,140   | 2.8%   | 6,015,416   | 2.9%   | 9,195,093   | 3.8%   | 12,455,978  | 4.8%   | 16,697,825  | 5.8%   |
| Казаси             | 3,968,289   | 2.7%   | 3,100,949   | 1.8%   | 3,621,610   | 1.7%   | 5,298,818   | 2.2%   | 6,556,442   | 2.5%   | 8,135,818   | 2.8%   |
| Киргизи            | 762,736     | 0.5%   | 884,615     | 0.5%   | 968,659     | 0.5%   | 1,452,222   | 0.6%   | 1,906,271   | 0.7%   | 2,528,946   | 0.9%   |
| Таџици             | 978,680     | 0.7%   | 1,229,170   | 0.7%   | 1,396,939   | 0.7%   | 2,135,883   | 0.9%   | 2,897,697   | 1.1%   | 4,215,372   | 1.5%   |
| Туркмени           | 763,940     | 0.5%   | 812,404     | 0.5%   | 1,001,585   | 0.5%   | 1,525,284   | 0.6%   | 2,027,913   | 0.8%   | 2,728,965   | 1%     |
| Caucasus           | 5,095,357   | 3.5%   | 6,678,174   | 3.9%   | 8,418,590   | 4%     | 11,184,388  | 4.6%   | 13,199,075  | 5.1%   | 15,374,680  | 5.4%   |
| Азери              | 1,706,605   | 1.2%   | 2,275,678   | 1.3%   | 2,939,728   | 1.4%   | 4,379,937   | 1.8%   | 5,477,330   | 2.1%   | 6,770,403   | 2.4%   |
| Грузини            | 1,821,184   | 1.2%   | 2,249,636   | 1.3%   | 2,691,950   | 1.3%   | 3,245,300   | 1.3%   | 3,570,504   | 1.4%   | 3,981,045   | 1.4%   |
| Јермени            | 1,567,568   | 1.1%   | 2,152,860   | 1.3%   | 2,786,912   | 1.3%   | 3,559,151   | 1.5%   | 4,151,241   | 1.6%   | 4,623,232   | 1.6%   |
| Остали             | 11,060,350  | 7.5%   | 13,329,325  | 7.8%   | 16,143,803  | 7.7%   | 17,791,480  | 7.4%   | 18,316,932  | 7%     | 18,989,883  | 6.6%   |
| Молдавци           | 278,905     | 0.2%   | 260,418     | 0.2%   | 2,214,139   | 1.1%   | 2,697,994   | 1.1%   | 2,968,224   | 1.1%   | 3,352,352   | 1.2%   |
| Јевреји            | 2,672,499   | 1.8%   | 3,028,538   | 1.8%   | 2,267,814   | 1.1%   | 2,099,833   | 0.9%   | 1,761,724   | 0.7%   | 1,378,344   | 0.5%   |
| Немци              | 1,238,549   | 0.8%   | 1,427,232   | 0.8%   | 1,619,655   | 0.8%   | 1,846,317   | 0.8%   | 1,936,214   | 0.7%   | 2,038,603   | 0.7%   |
| Татари             | 2,916,536   | 2%     | 4,313,488   | 2.5%   | 4,917,991   | 2.4%   | 5,783,111   | 2.4%   | 6,185,196   | 2.4%   | 6,648,760   | 2.3%   |
| Пољаци             | 782,334     | 0.5%   | 630,097     | 0.4%   | 1,380,282   | 0.7%   | 1,167,523   | 0.5%   | 1,150,991   | 0.4%   | 1,126,334   | 0.4%   |
| Чуваши             | 1,117,419   | 0.8%   | 1,369,574   | 0.8%   | 1,469,766   | 0.7%   | 1,694,351   | 0.7%   | 1,751,366   | 0.7%   | 1,842,346   | 0.6%   |
| Мордвини           | 1,340,415   | 0.9%   | 1,456,330   | 0.9%   | 1,285,116   | 0.6%   | 1,262,670   | 0.5%   | 1,191,765   | 0.5%   | 1,153,987   | 0.4%   |
| Башкири            | 713,693     | 0.5%   | 843,648     | 0.5%   | 989,040     | 0.5%   | 1,239,681   | 0.5%   | 1,371,452   | 0.5%   | 1,449,157   | 0.5%   |
| Други              | 6,431,086   | 4.4%   | 6,408,707   | 3.8%   | 7,216,092   | 3.5%   | 9,214,681   | 3.8%   | 10,207,362  | 3.9%   | 12,140,251  | 4.2%   |
|                    |             |        |             |        |             |        |             |        |             |        |             |        |
| Укупно             | 147,027,915 | 100%   | 170,557,093 | 100%   | 208,826,650 | 100%   | 241,720,134 | 100%   | 262,084,654 | 100%   | 285,742,511 | 100%   |

Остале етничке групе укључивале су Абхазе, Адиге, Алеуте, Асирце, Аваре, Бугаре, Бурјате, Чечене, Кинезе, Козаке, кримске Татаре, Евенке, Финце, Гагаузе, Грке, Мађаре, Ингуше, Инуите, Каљанце, Корејанце, Каљане Корејци, К., Лезгини, Марије, Монголи, Ненеци, Осети, Роми, Румуни, Тати, Туванци, Удмурти и Јакути . Десетине ових других етничких група биле су титуларне нације различитих аутономних совјетских социјалистичких република или аутономних области у оквиру република на нивоу савеза (нпр. Татари у Татарској АССР унутар РСФСР-а, Абхаска АССР унутар Грузије) или су раније били ( Волга немачка АССР, Кримска АССР).

### Историја
Током читаве своје историје, етнички Руси су чинили већину совјетских грађана. Према попису из 1939. године, Руси су достигли врхунац од 58,4% становништва. Раније 1926. године Руси су чинили 52,9% становништва. То би могло бити због смањења броја Украјинаца, што се поклапа са Холодомором.
Од 1939. године проценат етничких Руса у СССР-у почео је да опада. До 1959. године, 54,6% совјетских грађана је евидентирано као етнички Руси. Када је објављен попис из 1989. године, етнички Руси су чинили само 50,8% становништва и предвиђало се да ће постати мањина у наредној деценији.
Пораст броја не-Руса, посебно совјетских муслимана са Кавказа и централне Азије, може се објаснити анализом различитих образаца укупне стопе фертилитета међу етничким групама. Према професорима истраживања Барбари А. Андерсон и Брајану Д. Силверу, совјетска плодност је била и висока и ниска. Национална стопа је износила 2,8 деце по жени у периоду 1958–59, пре него што је пала на 2,4 у 1969–70 и 2,3 у 1978–79.  Укупна плодност за етничке Рускиње унутар РСФСР-а опала је са 2,4 на 1,8 у касним 1960-им и 1970-им. Исти тренд се може наћи у балтичким и западним регионима СССР-а, где се свака од титуларних националности у совјетским републикама приближава плодности која је испод замене. Кавкаске етничке групе, као што су Јермени и Грузијци, пратиле су исти тренд, али су у просеку имале више деце од совјетских грађана који живе у Русији, балтичким државама, Белорусији, Украјини и Молдавији. Све у свему, поменуте етничке групе су имале просечну укупну стопу фертилитета између 1,8 и 2,3 до 1978–79.  Насупрот томе, совјетске муслиманке су имале много вишу стопу плодности. У периоду 1969–70, просечна муслиманка је имала 7 деце, што представља повећање од 6,2 у 1958–59. Упркос смањењу на 5,6 у периоду 1978-79 и даљем паду током 1980-их, стопа наталитета међу совјетским муслиманима је остала константно виша од оних који су били немуслимани.

## Религија
Совјетски Савез је промовисао државни атеизам од 1928. до 1941. године, у којем је религија била углавном обесхрабрена и жестоко прогањана. СССР је остао секуларна држава од 1945. до свог распада. Међутим, према различитим совјетским и западним изворима, преко једне трећине људи у земљи исповеда верска уверења: руски православци 20%, муслимани 15%, протестанти, грузијски православци, јерменски православци и римокатолици 7%, Јевреји мање од 1%, атеиста 60% (процена 1990). Неки аутохтони пагански системи веровања постојали су у сибирским и руским далекоисточним земљама у локалном становништву.

## Језик
Руски је постао службени језик Совјетског Савеза 1990.  До тада је још увек било неопходно имати језик заједничке комуникације. Де фацто резултат је неизбежно фаворизовао руски, матерњи језик половине совјетских грађана.
Свеукупно совјетски грађани су говорили више од 200 језика и дијалеката (најмање 18 са више од милион говорника); Словенска група : 75 %, остали индоевропски : 8 %, алтајци : 12 %, уралски : 3 %, кавкаски : 2 % (проц. 1990.) 